# Superliga Femenina de Voleibol 2016-2017
La Superliga Femenina de Voleibol 2016-2017 si è svolta dal 15 ottobre 2016 al 28 aprile 2017: al torneo hanno partecipato undici squadre di club spagnole e la vittoria finale è andata per la quarta volta consecutiva al Logroño.

## Regolamento

### Formula
Le squadre hanno disputato un girone all'italiana, con gare di andata e ritorno, per un totale di ventidue giornate; al termine della regular season:
- Le prime sei classificate hanno acceduto ai play-off scudetto, strutturati in una fase a gironi da tre squadre ciascuno (1ª, 5ª e 6ª in un girone, 2ª, 3ª e 4ª nell’altro) svoltisi con un doppio round-robin, al termine della quale le prime classificate di ciascun girone si sono qualificate alla finale scudetto, giocata al meglio di tre vittorie su cinque gare.
- L'ultima classificata è retrocessa in SF-2.

### Criteri di classifica
Se il risultato finale è stato di 3-0 o 3-1 sono stati assegnati 3 punti alla squadra vincente e 0 a quella sconfitta, se il risultato finale è stato di 3-2 sono stati assegnati 2 punti alla squadra vincente e 1 a quella sconfitta.
L'ordine del posizionamento in classifica è stato definito in base a:
- Punti;
- Numero di partite vinte;
- Ratio dei set vinti/persi;
- Ratio dei punti realizzati/subiti.

## Squadre partecipanti
Al campionato di Superliga Femenina de Voleibol 2016-2017 hanno partecipato undici squadre. Avevano diritto di partecipazione le dieci formazioni partecipanti alla SFV 2015-16 e le due formazioni promosse della SF-2, cioè l'Universitario Guadalajara e il Sant Cugat, rispettivamente prima e seconda classificate al termine della fase finale.
Fra le prime, l'Iruña ha rinunciato all'iscrizione e lo stesso ha fatto l'Universitario Guadalajara fra le seconde; è stato quindi ripescato il Nuestra Señora.
| Club           | Stagione | Città                      | Impianto                                     | Stagione precedente                                    |
| -------------- | -------- | -------------------------- | -------------------------------------------- | ------------------------------------------------------ |
| Aguere         | dettagli | San Cristóbal de La Laguna | Pabellón de Deportes Tejera                  | 8ª in SFV                                              |
| Alcobendas     | dettagli | Alcobendas                 | Pabellón Luis Buñuel                         | 4ª in SFV; semifinali play-off scudetto                |
| Barcellona     | dettagli | Barcellona                 | Complex Esportiu Municipal L'Hospitalet Nord | 9ª in SFV                                              |
| Ciutadella     | dettagli | Ciutadella de Menorca      | Pavelló Municipal d'Esports                  | 7ª in SFV                                              |
| Haris          | dettagli | San Cristóbal de La Laguna | Centro Deportivo Montañas de Taco            | 2ª in SFV; finale play-off scudetto                    |
| Haro           | dettagli | Haro                       | Polideportivo Municipal El Ferial            | 3ª in SFV; semifinali play-off scudetto                |
| JAV Olímpico   | dettagli | Las Palmas de Gran Canaria | Centro Insular de Deportes                   | 6ª in SFV                                              |
| Logroño        | dettagli | Logroño                    | Centro Deportivo Municipal Lobete            | 1ª in SFV; Campione di Spagna                          |
| Nuestra Señora | dettagli | Arroyo de la Luz           | Pabellón Municipal                           | 11ª in SFV                                             |
| Playa Madrid   | dettagli | Madrid                     | Centro Deportivo Entrevías                   | 10ª in SFV                                             |
| Sant Cugat     | dettagli | Sant Cugat del Vallès      | Pavelló Municipal Valldoreix                 | 1ª in SF-2 (Gruppo B); 2ª nella fase finale promozione |

## Torneo

### Regular season

#### Risultati
| Prima giornata |                         |              |                            |
|                |                         |              |                            |
| Riposa:        | JAV Olímpico            | JAV Olímpico | JAV Olímpico               |
| 15-10          | Alcobendas - Ciutadella | 3-0          | 25-17, 25-22, 25-23        |
| 15-10          | Aguere - Logroño        | 0-3          | 15-25, 16-25, 18-25        |
| 15-10          | Haris - Nuestra Señora  | 3-1          | 25-16, 25-22, 22-25, 25-20 |
| 15-10          | Haro - Playa Madrid     | 3-0          | 25-16, 25-15, 25-14        |
| 15-10          | Barcellona - Sant Cugat | 3-0          | 25-23, 25-22, 25-22        |

| Seconda giornata |                             |        |                                   |
|                  |                             |        |                                   |
| Riposa:          | Aguere                      | Aguere | Aguere                            |
| 22-10            | Sant Cugat - Haro           | 1-3    | 11-25, 11-25, 26-24, 23-25        |
| 22-10            | Ciutadella - Barcellona     | 2-3    | 25-16, 25-20, 22-25, 23-25, 11-15 |
| 22-10            | Nuestra Señora - Alcobendas | 2-3    | 25-22, 25-23, 23-25, 16-25, 11-15 |
| 22-10            | Logroño - Haris             | 3-0    | 25-14, 25-18, 25-14               |
| 23-10            | Playa Madrid - JAV Olímpico | 3-2    | 25-20, 25-23, 24-26, 22-25, 15-8  |

| Terza giornata |                             |              |                                   |
|                |                             |              |                                   |
| Riposa:        | Playa Madrid                | Playa Madrid | Playa Madrid                      |
| 29-10          | JAV Olímpico - Sant Cugat   | 3-0          | 25-18, 25-23, 25-22               |
| 29-10          | Alcobendas - Logroño        | 0-3          | 13-25, 16-25, 17-25               |
| 29-10          | Aguere - Haris              | 1-3          | 23-25, 21-25, 25-11, 18-25        |
| 29-10          | Haro - Ciutadella           | 3-2          | 25-23, 21-25, 25-14, 22-25, 15-10 |
| 29-10          | Barcellona - Nuestra Señora | 3-0          | 25-13, 25-16, 25-19               |

| Quarta giornata |                           |            |                            |
|                 |                           |            |                            |
| Riposa:         | Sant Cugat                | Sant Cugat | Sant Cugat                 |
| 05-11           | Haris - Alcobendas        | 3-0        | 25-21, 26-24, 25-22        |
| 05-11           | Ciutadella - JAV Olímpico | 3-1        | 21-25, 25-10, 25-23, 25-18 |
| 05-11           | Nuestra Señora - Haro     | 1-3        | 25-21, 16-25, 13-25, 21-25 |
| 05-11           | Logroño - Barcellona      | 3-0        | 25-13, 25-14, 26-24        |
| 06-11           | Playa Madrid - Aguere     | 1-3        | 14-25, 25-22, 17-25, 15-25 |

| Quinta giornata |                               |            |                                   |
|                 |                               |            |                                   |
| Riposa:         | Ciutadella                    | Ciutadella | Ciutadella                        |
| 12-11           | JAV Olímpico - Nuestra Señora | 3-0        | 25-15, 25-22, 25-17               |
| 12-11           | Aguere - Alcobendas           | 2-3        | 22-25, 18-25, 25-22, 25-23, 10-15 |
| 12-11           | Haro - Logroño                | 2-3        | 25-22, 25-22, 20-25, 11-25, 10-15 |
| 12-11           | Barcellona - Haris            | 0-3        | 23-25, 23-25, 26-28               |
| 13-11           | Playa Madrid - Sant Cugat     | 3-1        | 25-19, 25-21, 22-25, 25-20        |

| Sesta giornata |                           |                |                            |
|                |                           |                |                            |
| Riposa:        | Nuestra Señora            | Nuestra Señora | Nuestra Señora             |
| 19-11          | Sant Cugat - Aguere       | 1-3            | 26-24, 17-25, 23-25, 19-25 |
| 19-11          | Alcobendas - Barcellona   | 1-3            | 22-25, 25-14, 20-25, 23-25 |
| 19-11          | Haris - Haro              | 3-1            | 25-12, 23-25, 25-19, 25-17 |
| 19-11          | Ciutadella - Playa Madrid | 3-0            | 25-17, 25-17, 25-22        |
| 19-11          | Logroño - JAV Olímpico    | 3-0            | 25-14, 25-14, 25-12        |

| Settima giornata |                               |         |                                   |
|                  |                               |         |                                   |
| Riposa:          | Logroño                       | Logroño | Logroño                           |
| 27-11            | JAV Olímpico - Haris          | 1-3     | 25-23, 14-25, 18-25, 18-25        |
| 26-11            | Sant Cugat - Ciutadella       | 1-3     | 22-25, 25-20, 21-25, 17-25        |
| 26-11            | Aguere - Barcellona           | 3-0     | 25-15, 25-16, 25-19               |
| 26-11            | Haro - Alcobendas             | 2-3     | 25-15, 25-23, 21-25, 13-25, 10-15 |
| 27-11            | Playa Madrid - Nuestra Señora | 3-0     | 25-22, 25-21, 25-22               |

| Ottava giornata |                           |       |                                   |
|                 |                           |       |                                   |
| Riposa:         | Haris                     | Haris | Haris                             |
| 03-12           | Alcobendas - JAV Olímpico | 3-1   | 25-19, 23-25, 26-24, 25-20        |
| 03-12           | Ciutadella - Aguere       | 2-3   | 22-25, 16-25, 25-23, 25-21, 10-15 |
| 03-12           | Logroño - Playa Madrid    | 3-0   | 25-11, 25-10, 25-10               |
| 03-12           | Barcellona - Haro         | 1-3   | 22-25, 26-24, 23-25, 13-25        |
| 04-12           | Nuestra Señora-Sant Cugat | 2-3   | 25-20, 21-25, 25-22, 22-25, 10-15 |

| Nona giornata |                             |            |                                   |
|               |                             |            |                                   |
| Riposa:       | Alcobendas                  | Alcobendas | Alcobendas                        |
| 06-12         | Ciutadella - Nuestra Señora | 3-0        | 25-18, 25-22, 29-27               |
| 06-12         | JAV Olímpico - Barcellona   | 0-3        | 18-25, 25-27, 23-25               |
| 06-12         | Aguere - Haro               | 3-2        | 19-25, 25-23, 15-25, 25-23, 15-12 |
| 06-12         | Sant Cugat - Logroño        | 0-3        | 20-25, 20-25, 21-25               |
| 06-12         | Playa Madrid - Haris        | 0-3        | 12-25, 16-25, 21-25               |

| Decima giornata |                           |            |                            |
|                 |                           |            |                            |
| Riposa:         | Barcellona                | Barcellona | Barcellona                 |
| 10-12           | Aguere - Nuestra Señora   | 3-0        | 25-14, 25-22, 25-21        |
| 10-12           | Haris - Sant Cugat        | 3-1        | 25-20, 25-23, 25-27, 25-17 |
| 10-12           | Alcobendas - Playa Madrid | 3-0        | 25-12, 25-19, 25-12        |
| 10-12           | Haro - JAV Olímpico       | 3-0        | 25-15, 25-15, 25-19        |
| 10-12           | Logroño - Ciutadella      | 3-0        | 25-20, 25-12, 25-12        |

| Undicesima giornata |                           |      |                                   |
|                     |                           |      |                                   |
| Riposa:             | Haro                      | Haro | Haro                              |
| 17-12               | JAV Olímpico - Aguere     | 1-3  | 20-25, 25-23, 13-25, 24-26        |
| 17-12               | Playa Madrid - Barcellona | 3-1  | 25-14, 12-25, 25-23, 25-21        |
| 17-12               | Sant Cugat - Alcobendas   | 3-2  | 18-25, 13-25, 25-22, 25-20, 15-13 |
| 17-12               | Ciutadella - Haris        | 2-3  | 25-20, 17-25, 25-20, 20-25, 7-15  |
| 17-12               | Nuestra Señora - Logroño  | 0-3  | 21-25, 8-25, 24-26                |

| Dodicesima giornata |                         |              |                                   |
|                     |                         |              |                                   |
| Riposa:             | JAV Olímpico            | JAV Olímpico | JAV Olímpico                      |
| 07-01               | Sant Cugat - Barcellona | 2-3          | 25-16, 21-25, 25-21, 19-25, 10-15 |
| 07-01               | Logroño - Aguere        | 3-0          | 25-20, 26-24, 25-17               |
| 07-01               | Nuestra Señora - Haris  | 0-3          | 17-25, 20-25, 16-25               |
| 07-01               | Ciutadella - Alcobendas | 2-3          | 25-21, 18-25, 22-25, 25-16, 16-18 |
| 08-01               | Playa Madrid - Haro     | 0-3          | 14-25, 18-25, 12-25               |

| Tredicesima giornata |                             |        |                            |
|                      |                             |        |                            |
| Riposa:              | Aguere                      | Aguere | Aguere                     |
| 14-01                | JAV Olímpico - Playa Madrid | 3-1    | 25-23, 20-25, 25-21, 25-20 |
| 14-01                | Alcobendas - Nuestra Señora | 3-0    | 25-17, 25-23, 25-19        |
| 14-01                | Haro - Sant Cugat           | 3-0    | 25-15, 25-18, 25-15        |
| 14-01                | Barcellona - Ciutadella     | 3-1    | 25-19, 25-16, 25-27, 25-22 |
| 14-01                | Haris - Logroño             | 1-3    | 15-25, 18-25, 25-21, 16-25 |

| Quattordicesima giornata |                             |        |                                   |
|                          |                             |        |                                   |
| Riposa:                  | Madrid                      | Madrid | Madrid                            |
| 21-01                    | Sant Cugat-JAV Olímpico     | 3-2    | 25-18, 25-18, 17-25, 20-25, 15-12 |
| 21-01                    | Logroño - Alcobendas        | 3-0    | 25-16, 25-13, 25-23               |
| 21-01                    | Nuestra Señora - Barcellona | 0-3    | 20-25, 22-25, 12-25               |
| 21-01                    | Ciutadella - Haro           | 0-3    | 22-25, 22-25, 14-25               |
| 21-01                    | Haris - Aguere              | 3-1    | 25-22, 25-14, 23-25, 25-22        |

| Quindicesima giornata |                           |            |                                   |
|                       |                           |            |                                   |
| Riposa:               | Sant Cugat                | Sant Cugat | Sant Cugat                        |
| 28-01                 | JAV Olímpico - Ciutadella | 2-3        | 27-25, 20-25, 25-23, 21-25, 10-15 |
| 28-01                 | Alcobendas - Haris        | 1-3        | 19-25, 28-26, 17-25, 23-25        |
| 28-01                 | Aguere - Playa Madrid     | 3-0        | 25-8, 25-12, 25-20                |
| 28-01                 | Haro - Nuestra Señora     | 3-1        | 25-18, 25-19, 19-25, 25-20        |
| 29-01                 | Barcellona - Logroño      | 1-3        | 25-23, 21-25, 10-25, 18-25        |

| Sedicesima giornata |                             |            |                                  |
|                     |                             |            |                                  |
| Riposa:             | Ciutadella                  | Ciutadella | Ciutadella                       |
| 04-02               | Alcobendas - Aguere         | 3-0        | 25-21, 25-22, 25-22              |
| 04-02               | Sant Cugat - Playa Madrid   | 3-1        | 25-18, 25-16, 22-25, 25-16       |
| 04-02               | Haris - Barcellona          | 3-0        | 25-19, 25-18, 25-21              |
| 04-02               | Logroño - Haro              | 3-1        | 25-20, 22-25, 25-22, 25-21       |
| 05-02               | Nuestra Señora-JAV Olímpico | 2-3        | 21-25, 21-25, 25-20, 25-21, 7-15 |

| Diciassettesima giornata |                           |                |                                   |
|                          |                           |                |                                   |
| Riposa:                  | Nuestra Señora            | Nuestra Señora | Nuestra Señora                    |
| 11-02                    | JAV Olímpico - Logroño    | 1-3            | 23-25, 11-25, 25-22, 16-25        |
| 11-02                    | Aguere - Sant Cugat       | 3-2            | 24-26, 25-17, 25-16, 21-25, 15-13 |
| 11-02                    | Haro - Haris              | 0-3            | 15-25, 21-25, 18-25               |
| 11-02                    | Barcellona - Alcobendas   | 1-3            | 25-21, 21-25, 28-30, 22-25        |
| 12-02                    | Playa Madrid - Ciutadella | 0-3            | 18-25, 23-25, 23-25               |

| Diciottesima giornata |                               |         |                                   |
|                       |                               |         |                                   |
| Riposa:               | Logroño                       | Logroño | Logroño                           |
| 25-02                 | Alcobendas - Haro             | 2-3     | 28-30, 20-25, 25-23, 25-23, 14-16 |
| 25-02                 | Haris - JAV Olímpico          | 3-1     | 15-25, 25-15, 25-17, 25-20        |
| 25-02                 | Barcellona - Aguere           | 0-3     | 17-25, 22-25, 17-25               |
| 25-02                 | Nuestra Señora - Playa Madrid | 3-2     | 26-28, 23-25, 25-15, 25-14, 15-7  |
| 25-02                 | Ciutadella - Sant Cugat       | 3-0     | 25-23, 25-21, 25-16               |

| Diciannovesima giornata |                           |       |                            |
|                         |                           |       |                            |
| Riposa:                 | Haris                     | Haris | Haris                      |
| 04-03                   | JAV Olímpico - Alcobendas | 3-1   | 25-27, 25-17, 25-23, 25-23 |
| 04-03                   | Sant Cugat-Nuestra Señora | 3-0   | 25-21, 25-16, 25-20        |
| 04-03                   | Aguere - Ciutadella       | 3-0   | 25-21, 25-16, 25-17        |
| 04-03                   | Haro - Barcellona         | 3-0   | 25-21, 25-19, 25-12        |
| 05-03                   | Playa Madrid - Logroño    | 0-3   | 3-25, 14-25, 21-25         |

| Ventesima giornata |                             |            |                            |
|                    |                             |            |                            |
| Riposa:            | Alcobendas                  | Alcobendas | Alcobendas                 |
| 11-03              | Haro - Aguere               | 3-0        | 25-13, 25-16, 29-27        |
| 11-03              | Haris - Playa Madrid        | 3-0        | 25-13, 25-22, 25-19        |
| 11-03              | Barcellona - JAV Olímpico   | 3-1        | 25-17, 28-26, 21-25, 25-17 |
| 11-03              | Logroño - Sant Cugat        | 3-0        | 25-13, 25-14, 25-19        |
| 11-03              | Nuestra Señora - Ciutadella | 1-3        | 25-21, 15-25, 22-25, 16-25 |

| Ventunesima giornata |                           |            |                                   |
|                      |                           |            |                                   |
| Riposa:              | Barcellona                | Barcellona | Barcellona                        |
| 18-03                | JAV Olímpico - Haro       | 3-2        | 25-18, 25-22, 22-25, 21-25, 17-15 |
| 18-03                | Nuestra Señora - Aguere   | 3-1        | 25-16, 24-26, 25-16, 25-19        |
| 18-03                | Ciutadella - Logroño      | 0-3        | 19-25, 17-25, 16-25               |
| 18-03                | Sant Cugat - Haris        | 3-0        | 25-22, 25-12, 25-21               |
| 18-03                | Playa Madrid - Alcobendas | 1-3        | 25-21, 12-25, 23-25, 19-25        |

| Ventiduesima giornata |                           |      |                                   |
|                       |                           |      |                                   |
| Riposa:               | Haro                      | Haro | Haro                              |
| 25-03                 | Aguere - JAV Olímpico     | 2-3  | 18-25, 25-23, 19-25, 25-16, 12-15 |
| 25-03                 | Haris - Ciutadella        | 3-1  | 25-15, 25-22, 19-25, 25-22        |
| 25-03                 | Logroño - Nuestra Señora  | 3-0  | 25-13, 25-11, 25-11               |
| 25-03                 | Barcellona - Playa Madrid | 3-0  | 25-18, 25-11, 25-15               |
| 25-03                 | Alcobendas - Sant Cugat   | 3-1  | 19-25, 25-17, 25-18, 25-23        |

#### Classifica
| Pos. | Squadra        | Pt | G  | V  | P  | SV | SP | Ratio  | PF    | PS    | Ratio |
| ---- | -------------- | -- | -- | -- | -- | -- | -- | ------ | ----- | ----- | ----- |
| 1.   | Logroño        | 59 | 20 | 20 | 0  | 60 | 6  | 10,000 | 1 625 | 1 107 | 1,468 |
| 2.   | Haris          | 50 | 20 | 17 | 3  | 52 | 20 | 2,600  | 1 671 | 1 483 | 1,127 |
| 3.   | Haro           | 41 | 20 | 13 | 7  | 49 | 29 | 1,690  | 1 755 | 1 564 | 1,122 |
| 4.   | Alcobendas     | 34 | 20 | 12 | 8  | 43 | 36 | 1,194  | 1 767 | 1 704 | 1,037 |
| 5.   | Aguere         | 32 | 20 | 11 | 9  | 40 | 36 | 1,111  | 1 665 | 1 600 | 1,041 |
| 6.   | Barcellona     | 28 | 20 | 10 | 10 | 34 | 37 | 0,919  | 1 544 | 1 583 | 0,975 |
| 7.   | Ciutadella     | 28 | 20 | 8  | 12 | 36 | 41 | 0,878  | 1 643 | 1 686 | 0,974 |
| 8.   | JAV Olímpico   | 21 | 20 | 7  | 13 | 34 | 47 | 0,723  | 1 681 | 1 830 | 0,919 |
| 9.   | Sant Cugat     | 17 | 20 | 6  | 14 | 28 | 49 | 0,571  | 1 590 | 1 739 | 0,914 |
| 10.  | Playa Madrid   | 12 | 20 | 4  | 16 | 18 | 52 | 0,346  | 1 281 | 1 659 | 0,772 |
| 11.  | Nuestra Señora | 8  | 20 | 2  | 18 | 16 | 57 | 0,281  | 1 435 | 1 702 | 0,843 |

      Qualificata ai play-off scudetto.
      Retrocessa in Superliga 2.

### Play-off scudetto

#### Round robin

##### Gruppo A

###### Risultati
| Prima giornata |                         |     |                     |
|                |                         |     |                     |
| 01-04          | Barcellona - Alcobendas | 0-3 | 24-26, 18-25, 19-25 |

| Seconda giornata |                      |     |                     |
|                  |                      |     |                     |
| 02-04            | Barcellona - Logroño | 0-3 | 13-25, 23-25, 19-25 |

| Terza giornata |                         |     |                                   |
|                |                         |     |                                   |
| 07-04          | Alcobendas - Barcellona | 3-2 | 20-25, 20-25, 25-23, 25-21, 15-12 |

| Quarta giornata |                     |     |                            |
|                 |                     |     |                            |
| 09-04           | Alcobendas -Logroño | 1-3 | 12-25, 15-25, 25-22, 20-25 |

| Quinta giornata |                      |     |                     |
|                 |                      |     |                     |
| 15-04           | Logroño - Barcellona | 3-0 | 25-13, 25-19, 25-12 |

| Sesta giornata |                      |     |                     |
|                |                      |     |                     |
| 16-04          | Logroño - Alcobendas | 3-0 | 25-15, 25-23, 25-17 |

###### Classifica
| Pos. | Squadra    | Pt | G | V | P | SV | SP | Ratio  | PF  | PS  | Ratio |
| ---- | ---------- | -- | - | - | - | -- | -- | ------ | --- | --- | ----- |
| 1.   | Logroño    | 12 | 4 | 4 | 0 | 12 | 1  | 12,000 | 322 | 226 | 1,425 |
| 2.   | Alcobendas | 5  | 4 | 2 | 2 | 7  | 8  | 0,875  | 308 | 339 | 0,909 |
| 3.   | Barcellona | 1  | 4 | 0 | 4 | 2  | 12 | 0,167  | 266 | 331 | 0,804 |

      Qualificata alla finale.

##### Gruppo B

###### Risultati
| Prima giornata |               |     |                                   |
|                |               |     |                                   |
| 01-04          | Haro - Aguere | 3-2 | 18-25, 21-25, 25-22, 25-20, 15-13 |

| Seconda giornata |              |     |                                   |
|                  |              |     |                                   |
| 02-04            | Haro - Haris | 2-3 | 20-25, 23-25, 26-24, 25-19, 10-15 |

| Terza giornata |              |     |                            |
|                |              |     |                            |
| 05-04          | Haris - Haro | 3-1 | 25-18, 27-25, 18-25, 25-20 |

| Quarta giornata |               |     |                            |
|                 |               |     |                            |
| 07-04           | Aguere - Haro | 3-1 | 25-16, 20-25, 25-20, 25-13 |

| Quinta giornata |                |     |                     |
|                 |                |     |                     |
| 09-04           | Aguere - Haris | 0-3 | 20-25, 23-25, 22-25 |

| Sesta giornata |                |     |                            |
|                |                |     |                            |
| 16-04          | Haris - Aguere | 3-1 | 25-22, 19-25, 25-19, 25-23 |

###### Classifica
| Pos. | Squadra | Pt | G | V | P | SV | SP | Ratio | PF  | PS  | Ratio |
| ---- | ------- | -- | - | - | - | -- | -- | ----- | --- | --- | ----- |
| 1.   | Haris   | 11 | 4 | 4 | 0 | 12 | 4  | 3,000 | 372 | 346 | 1,075 |
| 2.   | Aguere  | 4  | 4 | 1 | 3 | 6  | 10 | 0,600 | 354 | 347 | 1,020 |
| 3.   | Haro    | 3  | 4 | 1 | 3 | 7  | 11 | 0,636 | 370 | 403 | 0,918 |

      Qualificata alla finale.

#### Finale

##### Tabellone
|  | Finale |         |   |   |   |  |  |
|  |        |         |   |   |   |  |  |
|  | 1A     | Logroño | 3 | 3 | 3 |  |  |
|  | 1A     | Logroño | 3 | 3 | 3 |  |  |
|  | 1B     | Haris   | 0 | 1 | 2 |  |  |
|  | 1B     | Haris   | 0 | 1 | 2 |  |  |

##### Risultati
| Gara 1 |                 |     |                     |
|        |                 |     |                     |
| 22-04  | Logroño - Haris | 3-0 | 25-13, 25-15, 25-16 |

| Gara 2 |                 |     |                            |
|        |                 |     |                            |
| 23-04  | Logroño - Haris | 3-1 | 25-18, 21-25, 26-24, 25-19 |

| Gara 3 |                 |     |                                   |
|        |                 |     |                                   |
| 28-04  | Haris - Logroño | 2-3 | 20-25, 25-17, 25-22, 18-25, 10-15 |

## Verdetti
| Squadra        | Qualificazione      |
| -------------- | ------------------- |
| Logroño        |                     |
| Haris          |                     |
| Nuestra Señora | Superliga 2 2017-18 |

## Statistiche
| Rendimento individuale | Rendimento individuale | Rendimento individuale | Rendimento individuale |
| Pos.                   | Nome                   | Punti                  | Squadra                |
| ---------------------- | ---------------------- | ---------------------- | ---------------------- |
| 1                      | Daniella Da Silva      | 386                    | Logroño                |
| 2                      | Alyssa Dibbern         | 328                    | Haro                   |
| 3                      | María Schlegel         | 325                    | Haro                   |
| 4                      | Helia González         | 319                    | Logroño                |
| 5                      | Daniele Batista        | 312                    | Haris                  |
| 6                      | Diana Sánchez          | 311                    | Aguere                 |
| 7                      | Carla Moreira De Souza | 308                    | Sant Cugat             |
| 8                      | Sylvia Campos          | 304                    | JAV Olímpico           |
| 9                      | Marta Hurst            | 301                    | Barcellona             |
| 10                     | Jessica Wagner         | 297                    | Haris                  |

| Attacchi vincenti | Attacchi vincenti      | Attacchi vincenti | Attacchi vincenti |
| Pos.              | Nome                   | Punti             | Squadra           |
| ----------------- | ---------------------- | ----------------- | ----------------- |
| 1                 | Daniella Da Silva      | 320               | Logroño           |
| 2                 | Sylvia Campos          | 281               | JAV Olímpico      |
| 3                 | Alyssa Dibbern         | 278               | Haro              |
| 4                 | Diana Sánchez          | 277               | Aguere            |
| 5                 | Carla Moreira De Souza | 276               | Sant Cugat        |
| 5                 | María Schlegel         | 276               | Haro              |
| 7                 | Daniele Batista        | 258               | Haris             |
| 8                 | Ana Muller Zommer      | 248               | Alcobendas        |
| 8                 | Marta Hurst            | 248               | Barcellona        |
| 10                | Helia González         | 238               | Logroño           |

| Muri vincenti | Muri vincenti           | Muri vincenti | Muri vincenti  |
| Pos.          | Nome                    | Punti         | Squadra        |
| ------------- | ----------------------- | ------------- | -------------- |
| 1             | Jessica Wagner          | 90            | Haris          |
| 2             | Evyn McCoy              | 67            | Barcellona     |
| 3             | Wivian de Souza         | 64            | JAV Olímpico   |
| 4             | Flavia Dias             | 63            | Haris          |
| 4             | Fernanda Gritzbach      | 63            | Logroño        |
| 6             | Catherine Megan Schmale | 58            | Haro           |
| 7             | Mame Diouf              | 56            | Haro           |
| 8             | Ana Paula Frare         | 52            | Aguere         |
| 9             | Sokhna Gueye            | 48            | Nuestra Señora |
| 10            | Iva Pejković            | 47            | Logroño        |

| Battute vincenti | Battute vincenti        | Battute vincenti | Battute vincenti |
| Pos.             | Nome                    | Punti            | Squadra          |
| ---------------- | ----------------------- | ---------------- | ---------------- |
| 1                | Helia González          | 49               | Logroño          |
| 2                | Daniella Da Silva       | 34               | Logroño          |
| 3                | María Alejandra Alvarez | 30               | Alcobendas       |
| 3                | Yohana Rodríguez        | 30               | Nuestra Señora   |
| 5                | Daniele Batista         | 29               | Haris            |
| 4                | Raquel Brun             | 29               | Haro             |
| 7                | Saray Manzano           | 28               | JAV Olímpico     |
| 8                | Marta Hurst             | 26               | Barcellona       |
| 9                | Janine Sandell          | 25               | Haris            |
| 10               | Samantha Cash           | 22               | Alcobendas       |

NB: I dati sono riferiti all'intero torneo.